# Вапнярка (Лиманский район)
Вапня́рка (укр. Вапнярка) — село, расположенное на берегу Чёрного моря. Относится к Одесскому району Одесской области Украины. С 2020 года, наряду с сёлами Крыжановка, Лески, Александровка, Светлое, Фонтанка и Новая Дофиновка, входит в Фонтанскую объединённую территориальную громаду (общину).
Население курорта по данным 2022 года составляло 793 человек. Почтовый индекс — 67572. Телефонный код — 4855. Занимает площадь 2,67 км². Код КОАТУУ — 5122783902.

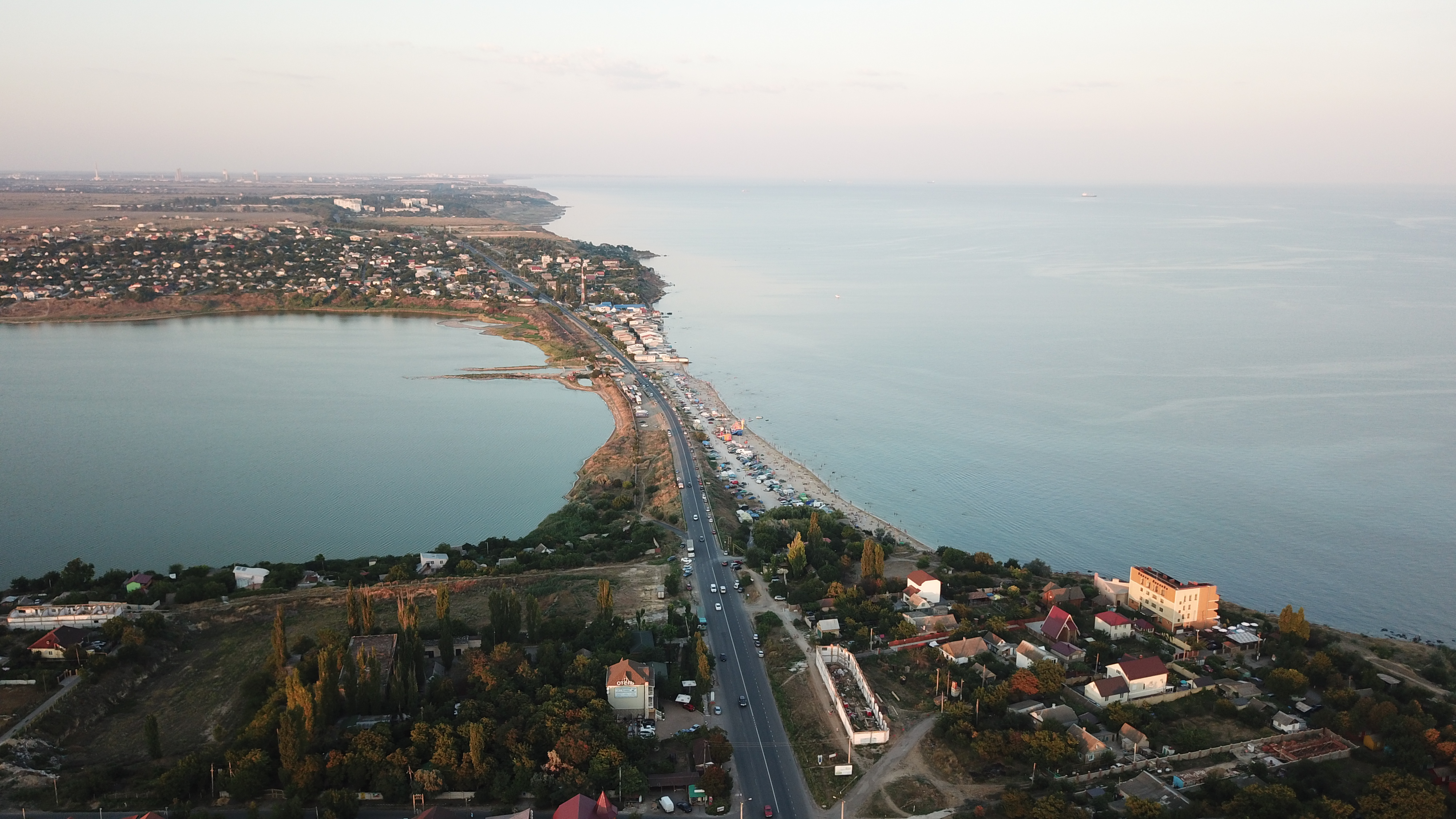
Новодофиновский пляж

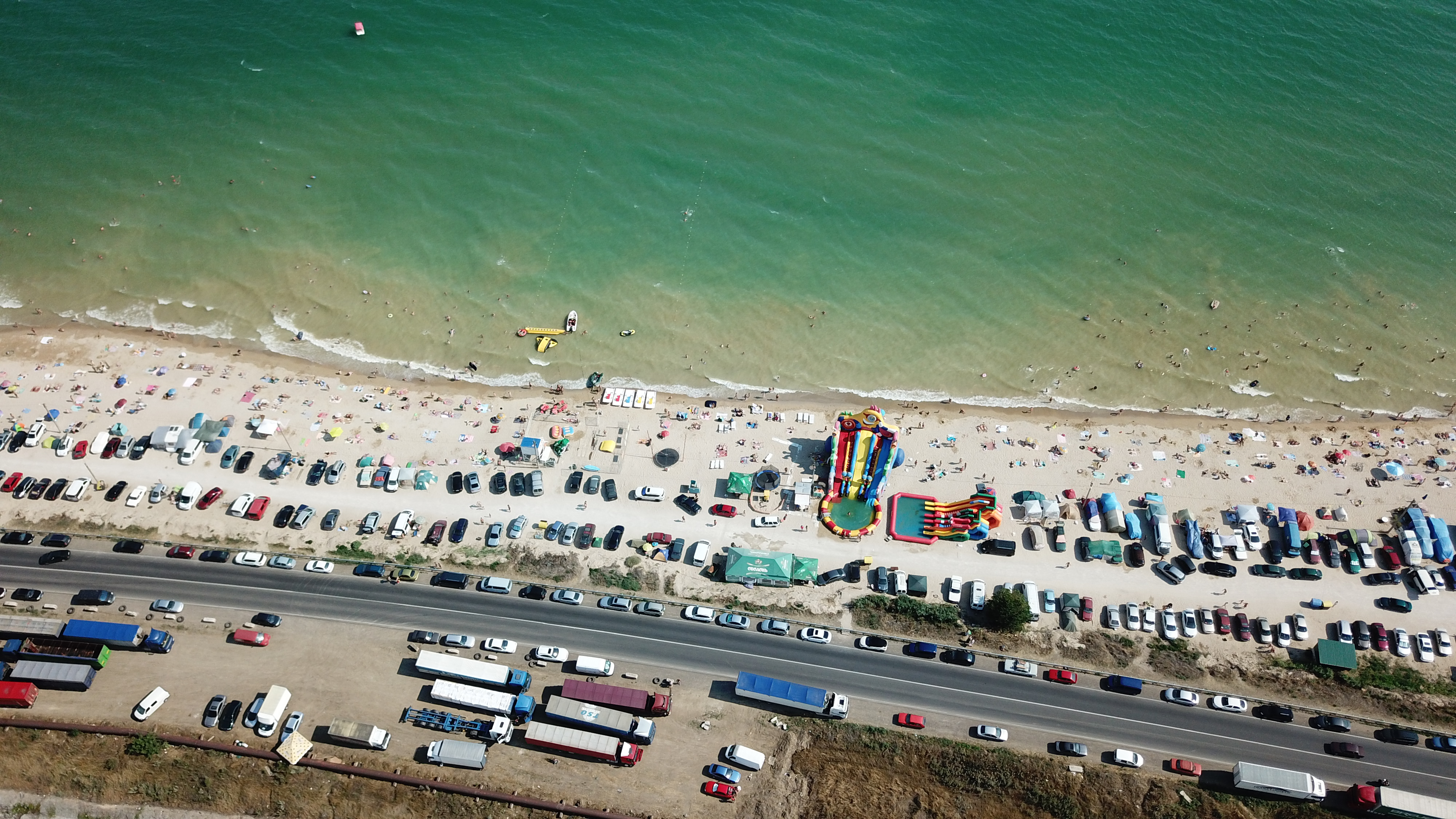
Новодофиновский пляж

## Местный совет
67572, Одесская обл., Одесский р-н, с. Новая Дофиновка, ул. Центральная, 54